# Syrjanka (Sacha)
Syrjanka (russisch Зыря́нка) ist eine Siedlung städtischen Typs in der Republik Sacha (Jakutien) in Russland mit 3170 Einwohnern (Stand 14. Oktober 2010).

## Geographie
Der Ort liegt gut 1100 km Luftlinie ostnordöstlich der Republikhauptstadt Jakutsk im Kolyma-Tiefland. Sie befindet sich am linken Ufer der Kolyma unmittelbar bei der Einmündung der Jassatschnaja und gut 10 km oberhalb der Einmündung des gleichnamigen Flusses Syrjanka.
Syrjanka ist Verwaltungszentrum des Ulus Werchnekolymski. Die Siedlung ist Sitz und einzige Ortschaft der Stadtgemeinde (gorodskoje posselenije) Possjolok Syrjanka.

## Geschichte
1647 wurde beim Dorf Werchnekolymsk, gut 3 km südwestlich des heutigen Syrjanka, durch Kosaken unter Dmitri Syrjan ein Winterlager, später Ostrog, errichtet.
In den 1930er-Jahren wurde mit der Erschließung der bereits 1891 von Iwan Tscherski beschriebenen Steinkohlevorkommen 40–60 km westlich am Fluss Syrjanka begonnen. In diesem Zusammenhang entstand 1937 um die Kohleverladestelle an der Kolyma die Siedlung Syrjanka, wie der Fluss nach dem Gründer von Werchnekolymsk benannt. In der Siedlung befand sich die Verwaltung des SyrjanLag im System der Gulag-Straflager.
Seit 1954 besitzt der Ort den Status einer Siedlung städtischen Typs. Zugleich wurde er Verwaltungssitz des neu gebildeten Ulus (Rajons).

### Bevölkerungsentwicklung
| Jahr | Einwohner |
| ---- | --------- |
| 1959 | 4245      |
| 1970 | 5260      |
| 1979 | 5749      |
| 1989 | 6687      |
| 2002 | 3749      |
| 2010 | 3170      |

Anmerkung: Volkszählungsdaten

## Verkehr
Syrjanka ist nicht an das feste Straßennetz angeschlossen. Straßenverbindung besteht zu den 60 km westlich gelegenen Kohlevorkommen an der Syrjanka, vorbei am kleinen Flughafen des Ortes (ICAO-Code UESU), knapp 10 km vom Ort entfernt. In der eisfreien Zeit besteht Schiffsverbindung auf der Kolyma; im Winter wird eine Eisstraße auf dem Fluss eingerichtet, über die Syrjanka aus der benachbarten Oblast Magadan erreicht werden kann, ebenso die kolymaabwärts gelegenen Orte Srednekolymsk und Tscherski.